# Al o sută unulea kilometru
După eliberarea din Gulag, drepturile foștilor condamnați erau în continuare restrânse pentru o lungă perioadă de timp. În locul unui document de identitate obișnuit, ei primeau un act temporar, un așa "bilet de lup" (волчий билет – "volcii bilet"), care-i condamnau practic la exil intern, deoarece le interzicea dreptul de a se stabili la mai puțin de 100 de kilometri de orașele mari. În felul acesta au apărut comunități stabilite la 101 kilometri depărtare de orașe.
De-a lungul și de-a latul întregii Uniunii Sovietice, au apărut astfel de așezări. Unele dintre ele au fost redenumite, altele mai sunt cunoscute ca "Сто пе́рвый киломе́тр", "Sto pervîi kilometr" (Cel de-al 101-lea kilometru). De cele mai multe ori, asemenea nume erau date unor stații secundare de cale ferată din zonele rurale, în locuri unde nu existau sate care să dea un nume acelor stații, dar care erau destinații pentru un mare număr de călători. De asemenea, era cazul și a zonelor caselor de vacanță – "dacea" – sau a uzinelor secrete. Au existat în mod obișnuit nume precum "Al 17-lea km", "Al 45-lea km".
Acestă limită a fost introdusă în 1933, în timpul acțiunii de "pașportizare" a populației, în timpul căreia oamenii care nu aveau ocupații „acceptabile" erau opriți să intre în Moscova, Leningrad și alte câteva orașe cu regim special ("режимный город").
Câteodată, comunitățile celui de-al 101-lea kilometru aveau statutul uni exil "ușor". De exemplu, în vara anului 1980, înaintea începerii Jocurile Olimpice de la Moscova, mii de indivizi aparținând unor categorii considerate "de risc", (disidenți, persoane fără adăpost, criminali, prostituate, etc.), au fost forțate de KGB să părăsească orașele gazdă ale întrecerilor internaționale. În unele dintre cazuri, aceste persoane au fost arestate, iar în alte cazuri așezarea într-o localitate aflata la mai mult de 100 de kilometri a fost o condiție pentru evitarea arestării.
O fațetă curioasă a acestei practici polițienești a apărut în Belarus în perioada perestroicii. Participanții la întruniri sau demonstrații neaprobate erau adunați în autobuze, erau transportați la aproximativ 25 de kilometri depărtare de orașe și de aici erau lăsați să se întoarcă pe jos acasă.